# Judy Croome
Judy Croome, née Judy Ann Heinemann le 16 décembre 1958 à Zvishavane, en Rhodésie du Sud (Zimbabwe), est une romancière, nouvelliste et poétesse sud-africaine.

## Biographie
Elle est titulaire d'une maîtrise en arts de l' Université d'Afrique du Sud. Elle réside à Johannesburg.
Elle publie des nouvelles et poèmes sur Huffington Post et dans la revue Itch Magazine de l'École de Littérature, de Langue et de Médias de l' Université de Witwatersrand ainsi que diverses anthologies imprimées par de petites maisons d'édition aux États-Unis,, et en Afrique du Sud,,
Elle est également apparue à la télévision nationale sud-africaine, notamment dans l'émission Morning Live diffusée sur la chaîne 2 de la South African Broadcasting Corporation ainsi qu'à la radio nationale sud-africaine dans le programme Sunday Literature de la SAFM
Croome sort plusieurs articles en Afrique du Sud, notamment dans le Sunday Times et à l'international dans divers magazines en ligne et sites Web,,,,,,.
Elle s'intéresse également aux questions ésotériques et propose des lectures de tarot intuitives.

## Œuvres
Publiées sous le nom de J A Croome :
- (en) Sand people : a collection of magical realism and other stories, Aztar Press, 2024, 196 pages (ISBN 9780639983158)[24].

- (en) Drop by drop : poems of loss, Johannesbourg, Aztar Press, 2020, 142 pages (ISBN 9780639983110)[25].
- (en) Street smart taxpayers : a practical guide to your rights in South Africa, Afrique, Juta, 2020, 300 p.[26]
- (en) A stranger in a strange land (poésie anglaise), Johannesbourg, First print/ Aztar Press, 2015 (ISBN 9780987044792)[27].
- (en) The weight of a feather and other stories, 893460918, Aztar Press, 2013, 193 p. (ISBN 9780987044730)[28].
- (en) A lamp at midday, 810235906, Aztar Press, 2012, 74 p. (ISBN 9780987009067)[29].
- (en) Dancing in the shadows of love, Johannesbourg, Aztar Press, 2018, 225 p. (ISBN 9780639983103)[30].

## Distinctions
En 2021, Judy Croome anime un atelier de poésie intitulé « The Gift of Poetry » pour l'organisation Writers2000 (Afrique du Sud).
En 2021 et 2016, Croome est memebre du jury de la section poésie du concours annuel d'écriture organisé par Writers2000.
En 2011, sa nouvelle « The Place of the Doves » est présélectionnée pour le prix African Flash Fiction.[réf. nécessaire]

## Note et références
- (en) Cet article est partiellement ou en totalité issu de l’article de Wikipédia en anglais intitulé « Judy Croome » (voir la liste des auteurs).

1. ↑  Croome, « And The Sea Looked: A Novel in the Making », Unisa Institutional Repository Electronic Theses and Dissertations, University of South Africa, 25 août 2009 (consulté le 6 mai 2014) : « The dissertation "And the Sea looked : a novel in the making" is an exploration of the creative process of a prose fiction novel called „And the Sea Looked‟. »
2. ↑  Croome, « The Weight of a Feather », Huffington Post, 16 juillet 2013 (consulté le 6 mai 2014)
3. ↑  « Judy Croome » [archive du 4 mai 2014], ITCH, a Journal of Creative Expression (consulté le 6 mai 2014)
4. ↑  Croome, « The Last Sacrifice », Elephants Press Bookshelf (consulté le 19 août 2014)
5. ↑  Croome, « Giraffes », The Vine Leaves Literary Journal (consulté le 19 août 2014)
6. ↑  Croome, « The Gold Miner; Whispers of Love and Triptych of Poems », Variations on a Theme: Anthology; Notes from Underground Anthology (consulté le 19 août 2014)
7. ↑  Croome, « Winter » [archive du 20 décembre 2016], This Woman Is ... Poetry Potion #10 from Black Letter Media (consulté le 8 décembre 2016)
8. ↑  Croome, « The Beggar's Cry », Love & Compassion Poetry Potion #11 from Black Letter Media, 24 juillet 2017 (consulté le 27 juillet 2017)
9. ↑  Croome, « The Other Side of Love », the Others Poetry Potion #12 from Black Letter Media, 17 novembre 2017 (consulté le 13 décembre 2017)
10. ↑  « Judy Croome talks about her book "The Weight of a Feather" », Morning Live Show, Channel 2, South African Broadcasting Corporation Digital News (consulté le 6 mai 2014)
11. ↑  « Judy Croome talks about her book "The Weight of a Feather" », Sunday Literature Show, SAFM Radio, South African Broadcasting Corporation channel on iono.fm (consulté le 2 juin 2014)
12. ↑  Croome, « Facing the Future » [archive du 3 mai 2014], Litnet Big Book Chain Chat 82 (consulté le 19 août 2014)
13. ↑  Croome, « Following the Writing Drum », BodySensing, 22 février 2013 (consulté le 19 août 2014)
14. ↑  Croome, « Head among the Clouds in the Italian Alps », Sunday Times Travel Weekly, 11 octobre 2015
15. ↑  Croome, « Women Writers of Africa » [archive du 4 mai 2014], For Books Sake (UK) (consulté le 19 août 2014)
16. ↑  Croome, « The Benefits of a Goodreads Ad » [archive du 23 octobre 2014], The Helpful Writer (consulté le 19 août 2014)
17. ↑  Croome, « Holding a Successful Goodreads Giveaway » [archive du 23 octobre 2014], The Helpful Writer (consulté le 19 août 2014)
18. ↑  Croome, « 12 Easy Steps to Making a Book Trailer » [archive du 20 octobre 2014], The Book Designer, 13 mai 2011 (consulté le 19 août 2014)
19. ↑  « 8 Essential Tips for a Successful Book Reading Event », The Book Designer, 30 mai 2014 (consulté le 2 juin 2014)
20. ↑  Croome, « A Wounded Name », The Literary Lab, 13 septembre 2011 (consulté le 19 août 2014)
21. ↑  Croome, « Twitter Love », Story Quest, 20 mars 2012 (consulté le 25 août 2014)
22. ↑  Croome, « Reflections on Being a Writer », The Beautiful Room, 8 juin 2014 (consulté le 25 août 2014)
23. ↑  Croome, « What is Tarot? », Bryanston Wellness (consulté le 15 janvier 2022)
24. ↑  « Sand people : a collection of magical realism and other stories | WorldCat.org » , sur search.worldcat.org (consulté le 14 juillet 2025)
25. ↑  « Drop by drop : poems of loss | WorldCat.org » , sur search.worldcat.org (consulté le 14 juillet 2025)
26. ↑  « Street smart taxpayers : a practical guide to your rights in South Africa | WorldCat.org » , sur search.worldcat.org (consulté le 14 juillet 2025)
27. ↑  « A stranger in a strange land | WorldCat.org » , sur search.worldcat.org (consulté le 14 juillet 2025)
28. ↑  « The weight of a feather and other stories | WorldCat.org », sur search.worldcat.org (consulté le 14 juillet 2025)
29. ↑  « A lamp at midday | WorldCat.org » , sur search.worldcat.org (consulté le 14 juillet 2025)
30. ↑  « Dancing in the shadows of love | WorldCat.org », sur search.worldcat.org (consulté le 14 juillet 2025)
31. ↑  (en) Stephan Lehman, « Judy Croome speaks poetry with Writers 2000 » , sur Bedfordview and Edenvale News, 23 octobre 2021 (consulté le 31 octobre 2021)
32. ↑  (en) Buli Sonqishe, « Poetry judge impressed by the standard of writers 2000 poems » , sur Bedfordview Edenvale News, 23 août 2016 (consulté le 24 août 2016)